# Asaphocrita coronae
Asaphocrita coronae là một loài bướm đêm thuộc họ Blastobasidae, là loài đặc hữu của Costa Rica.